# Ruokojärvi (Pajala socken, Norrbotten)
Ruokojärvi är en sjö i Pajala kommun i Norrbotten och ingår i Torneälvens huvudavrinningsområde. Sjön har en area på 0,737 kvadratkilometer och ligger 161,2 meter över havet.

## Delavrinningsområde
Ruokojärvi ingår i det delavrinningsområde (746908-182992) som SMHI kallar för Utloppet av Ruokojärvi. Medelhöjden är 179 meter över havet och ytan är 6,34 kvadratkilometer. Det finns inga avrinningsområden uppströms utan avrinningsområdet är högsta punkten. Vattendraget som avvattnar avrinningsområdet har biflödesordning 4, vilket innebär att vattnet flödar genom totalt 4 vattendrag innan det når havet efter 195 kilometer. Avrinningsområdet består mestadels av skog (63 procent) och sankmarker (16 procent). Avrinningsområdet har 0,73 kvadratkilometer vattenytor vilket ger det en sjöprocent på 11,5 procent.